# 大王製紙事件
大王製紙事件（だいおうせいしじけん）とは、2011年に発覚した背任事件。
日本の大手製紙会社「大王製紙」の創業家出身であり、当時の代表取締役会長であった井川意高が、2010年4月から翌年9月にかけて大王製紙のグループ会社から106億円にのぼる資金を不正に引き出し、井川個人がカジノで遊興する際の掛け金に流用した事件である。事件発覚により井川は会長を辞任し、後日大王製紙から刑事告発を受け、特別背任罪で逮捕された。

## 経緯
大王製紙の創業家出身の経営者である井川意高が、2010年4月から2011年9月までの総額で106億円を子会社から引き出し、約50億円近い未返済融資が残っていた。
これらの融資の多くは、各子会社での取締役会の決議や貸借契約書を作成されないまま実施されるなどずさんなものであったが、融資先である井川による使途も不明なままであった。2011年9月16日にこの問題が発覚し、井川意高は代表取締役会長を辞任。
その後、大王製紙は社内に特別調査委員会を設置して調査。同年10月28日に調査報告書を発表し、前会長の巨額借り入れ問題について「前会長である井川意高と、実父で元社長の井川高雄の父子には絶対的に服従するという企業風土が根付き、問題発生の基盤となった」と指摘。これを受けて大王製紙は井川意高の顧問職を解任、前会長の実弟の井川高博取締役も担当職を解任し、創業家一族は経営の主要ポストから外れた。また、社長の佐光正義が3か月減俸など役員らの社内処分も決定した。
この過程で元会長の井川意高は、子会社からの借入金のほとんどをマカオやシンガポールなどのカジノで浪費していたことが報道された。2011年11月22日に井川が弁護士を通じてマスコミに発した文書で「個人的な金融取引で多大な損失を出した後、たまたま訪れたカジノで儲けたことで、深みにはまったもの」と動機を語った。
事件が公になった後、大王製紙は井川を刑事告発する準備をすすめ、翌10月には東京地方検察庁特別捜査部が特別背任容疑で捜査に着手することが報じられた。同年11月21日、大王製紙は井川が子会社7社から合計85億8,000万円を不正に借り入れたとして告発。
翌年11月22日、2011年7月から9月にかけて、取締役会の承認決議がないまま連結子会社4社から計32億円を指定の銀行口座に振り込ませて損害を与えた特別背任罪の容疑で東京地検特捜部は井川を逮捕。同年12月13日、2011年3月から9月に子会社3社に指示し、計23億3000万円を指定の銀行口座に振り込ませ、損害を与えた特別背任罪の容疑で井川を再逮捕。同年12月22日に追起訴。
この事件で井川の借入総額が約165億円に達していることが判明し、刑事事件として起訴された金額は計約55億円となった。
2012年10月10日、東京地方裁判所は井川に対して懲役4年（求刑は懲役6年）の判決を言い渡した。2013年2月28日、東京高等裁判所は控訴を棄却。同年6月26日、最高裁判所は被告の上告を棄却し、懲役4年の刑が確定し、喜連川社会復帰促進センターに収容された。

## 貸付の概要
第三者委員会による調査報告書によると、貸付は、2010年（平成22年）5月12日から2011年（平成23年）9月6日までの期間にわたって行われた。貸付総額は106億8,000万円にのぼり、合計26回に分けて実行された。
最初の貸付は、2010年（平成22年）5月12日に行われた。このとき、ダイオーペーパーコンバーティングからエリエール商工を経由する形で5億5,000万円が元会長へ渡ったのが始まりである。最後の貸付は2011年（平成23年）9月6日で、エリエールテクセルおよび富士ペーパーサプライから合計2億5,000万円が振り込まれた。
返済は2011年（平成23年）7月14日を最終として、合計47億5,000万円が行われた。このうち18億700万円は現金で返済されたが、残りの29億4,300万円については、元会長が保有する連結子会社やファミリー企業の株式を貸し手である子会社側が買い取り、その購入代金を返済に充当するという、実質的な代物弁済の方法がとられた。
大王製紙本体から元会長への直接の貸付はなかった。調査報告書が作成された時点で、未返済元金は合計59億3,000万円であった。

## 貸付の問題点

### 指示方法
元会長は、連結子会社7社の常勤役員に対し直接電話で指示を出し、指定した金額を元会長本人名義の預金口座、または「LVSインターナショナルジャパン」名義の口座へ一方的に振り込ませていた。その際、貸付の目的や使途についての説明はなく、役員らは個人的な用途に用いられると認識しながら実行していた。

### 手続き上の問題
全ての貸付は無担保で行われた。多額の貸付であり、本来であれば取締役会の承認が必要であったにもかかわらず、事前に取締役会に諮られることは一切なかった。貸付実行後には金銭消費貸借契約書が作成されたものの、これは適正な社内手続きとは言えない状態であったと報告されている。

### 迂回融資
貸付総額106億8,000万円のうち22億5,000万円は、子会社3社から元会長のファミリー企業である「エリエール商工」の口座へ振り込まれた後、直ちに全額が元会長の個人口座へ送金されていた。調査報告書は、これを実質的な「迂回融資」であり、元会長個人への貸付であったと認定した。

## 井川意高の借入と返済
借入と返済の詳細は以下の通り。
| 番号 | 年月日     | 貸付先                           | 貸付額（百万円） | 貸付方法                                                  | 返済（百万円） | 返済利息（百万円） | 方法                                          | 残高（百万円） |
| ---- | ---------- | -------------------------------- | ---------------- | --------------------------------------------------------- | -------------- | ------------------ | --------------------------------------------- | -------------- |
| 1    | 2020.5.12  | ダイオーペーパーコンパーティング | 550              | エリエール商工口座経由で本人預金口座へ振込                |                |                    |                                               | 1,050          |
| 2    | 2020.6.1   | エリエールペーパーテック         | 250              | 本人預金口座へ直接振込                                    |                |                    |                                               | 800            |
| 3    | 2020.6.18  | 同上                             | 250              | 本人預金口座へ直接振込                                    |                |                    |                                               | 1,050          |
| 4    | 2020.8.23  | 同上                             | 450              | 本人預金口座へ直接振込                                    |                |                    |                                               | 1,500          |
| 5    | 2020.9.2   | 同上                             | 500              | 本人預金口座へ直接振込                                    |                |                    |                                               | 2,000          |
| 6    | 2020.11.12 | ダイオーペーパーコンパーティング |                  |                                                           | 550            | 4.1                | エリエール商工を通じて会計口座へ振込          | 1,450          |
| 7    | 2020.1.5   | 同上                             | 700              | エリエール商工口座経由で本人預金口座へ振込                |                |                    |                                               | 2,150          |
| 8    | 2020.1.14  | エリエールペーパーテック         | 400              | 本人預金口座へ直接振込                                    |                |                    |                                               | 2,550          |
| 9    | 2020.2.9   | 同上                             | 600              | エリエール商工口座経由で本人預金口座へ振込                |                |                    |                                               | 2,950          |
| 10   | 2020.2.9   | 大宮製紙                         | 400              | エリエール商工口座経由で本人預金口座へ振込                |                |                    |                                               | 3,550          |
| 11   | 2020.3.11  | エリエールペーパーテック         | 200              | 本人預金口座へ直接振込                                    |                |                    |                                               | 3,750          |
| 12   | 2020.3.24  | 大宮製紙                         | 300              | 本人預金口座へ直接振込                                    |                |                    |                                               | 4,050          |
| 13   | 2020.3.31  | ダイオーペーパーコンパーティング |                  |                                                           |                | 2.4                | エリエール商工を通じて会計口座へ振込          |                |
| 14   | 2020.3.31  | エリエールペーパーテック         |                  |                                                           |                | 0.9                | エリエール商工を通じて会計口座へ振込          |                |
| 15   | 2020.3.31  | 大宮製紙                         |                  |                                                           |                | 1.2                | エリエール商工を通じて会計口座へ振込          |                |
| 16   | 2021.4.6   | 大宮製紙                         | 350              | 本人預金口座へ直接振込                                    |                |                    |                                               | 4,400          |
| 17   | 2021.4.7   | エリエールペーパーテック         | 300              | 本人預金口座へ直接振込                                    |                |                    |                                               | 4,700          |
| 18   | 2021.4.14  | 同上                             |                  |                                                           | 1,400          | 19.9               | エージェント・和菓子 株式会社の購入代金で返済 | 3,300          |
| 19   | 2021.4.14  | 大宮製紙                         |                  |                                                           | 600            | 0.3                | エージェント・和菓子 株式会社の購入代金で返済 | 2,700          |
| 20   | 2021.4.15  | エリエールペーパーテック         |                  |                                                           |                | 0.2                | エリエール商工を通じて会計口座へ振込          | 2,700          |
| 21   | 2021.4.25  | ダイオーペーパーコンパーティング |                  |                                                           | 100            | 0.1                | エージェント・和菓子 株式会社の購入代金で返済 | 2,600          |
| 22   | 2021.6.8   | 同上                             |                  |                                                           | 200            | 0.6                | 連結子会社の株式の購入代金で返済              | 2,400          |
| 23   | 2021.6.15  | 大宮製紙                         | 330              | 本人預金口座へ直接振込                                    |                |                    |                                               | 2,730          |
| 24   | 2021.6.22  | エリエールペーパーテック         |                  |                                                           | 643            | 2.7                | 連結子会社の株式の購入代金で返済              | 2,087          |
| 25   | 2021.8.23  | 同上                             | 700              | 本人預金口座へ直接振込                                    |                |                    |                                               | 2,787          |
| 26   | 2021.9.1   | いわき大王製紙                   | 1,650            | 本人預金口座へ直接振込                                    |                |                    |                                               | 4,437          |
| 27   | 2021.9.1   | 大宮製紙                         |                  |                                                           | 350            |                    | 会社口座へ振込                                | 4,087          |
| 28   | 2021.9.1   | ダイオーペーパーコンパーティング |                  |                                                           | 700            |                    | 会社口座へ振込                                | 3,387          |
| 29   | 2021.7.14  | エリエールペーパーテック         |                  |                                                           | 207            | 0.2                | 会社口座へ振込                                | 3,180          |
| 30   | 2021.7.14  | 同上                             | 400              | 本人預金口座へ直接振込                                    |                |                    |                                               | 3,580          |
| 31   | 2021.7.19  | いわき大王製紙                   | 200              | 本人指定の「LVSインターナショナルジャパン」名義口座へ振込 |                |                    |                                               | 3,780          |
| 32   | 2021.8.2   | 同上                             | 400              | 本人預金口座へ直接振込                                    |                |                    |                                               | 4,180          |
| 33   | 2021.8.16  | 大宮製紙                         | 650              | 本人指定の「LVSインターナショナルジャパン」名義口座へ振込 |                |                    |                                               | 4,830          |
| 34   | 2021.8.16  | 同上                             | 50               | 本人預金口座へ直接振込                                    |                |                    |                                               | 4,880          |
| 35   | 2021.9.1   | 同上                             | 100              | 本人預金口座へ直接振込                                    |                |                    |                                               | 4,980          |
| 36   | 2021.9.2   | 赤平製紙                         | 300              | 本人預金口座へ直接振込                                    |                |                    |                                               | 5,280          |
| 37   | 2021.9.5   | エリエールテクセル               | 400              | 本人預金口座へ直接振込                                    |                |                    |                                               | 5,680          |
| 38   | 2021.9.6   | 同上                             | 150              | 本人預金口座へ直接振込                                    |                |                    |                                               | 5,830          |
| 39   | 2021.9.6   | 富士ペーパーサプライ             | 100              | 本人預金口座へ直接振込                                    |                |                    |                                               | 5,930          |
|      |            | 総合計                           | 10,680           |                                                           | 4,750          | 32.6               |                                               | 5,930          |

## 関連書籍
- 井川意高「熔ける 大王製紙前会長 井川意高の懺悔録」（双葉社）